# 廖偉博
廖偉博（Weipo Liao，1994年09月12日—），台灣男演員。畢業於國立勤益科技大學機械工程系。由第二屆華流之星演員訓練班畢業出道。

## 演出作品

### 電視劇/網路劇
| 年份 | 劇名               | 飾演   | 導演   |
| 2019 | 《月村歡迎你》     | 夏志   | 郭春暉 |
| 2020 | 《跟鯊魚接吻》     | 阿Ben  | 郭春暉 |
| 2021 | 《約·定》          | 言兆綱 | 姜秉辰 |
| 2022 | 《仙女姐姐來我家》 | 李勤明 | 曾大衛 |
| 2023 | 《免疫屏蔽》       | 郭正宏 | 吳凱蕙 |
| 2025 | 《生日快樂》       | 廖柏霖 | 黃克義 |

### 微電影/短片
- 2015 歌唱大賽 《Song 詞圓曲朕在Fun》 宣傳片
- 2021 特殊教育《我的秘密夥伴 | My Secret Partner》 飾：陳柏翰
- 2023 第二屆喜樂時代學生影展「拾夢人」-單元B《能聽見我在呼吸嗎?》 飾：具象化方俊安

### 舞台劇
- 2020 《莎姆雷特》

### MV演出
- 2024 Nowhere Boys - 兩秒

## 公開活動
- 2024 創意彩繪春聯義賣公益活動[3]

## 外部連結
- 廖偉博的新浪微博
- 廖偉博的Instagram帳戶
- 廖偉博的Facebook專頁
- 廖偉博的小紅書帳號